# Andrea Valiante
Andrea Valiante Capozio (Jelsi, 1º dicembre 1761 – Isola di Pantelleria, 8 ottobre 1829) è stato un militare, rivoluzionario e massone italiano. 
Fu un ufficiale dell'esercito della Repubblica Napoletana.

## Biografia

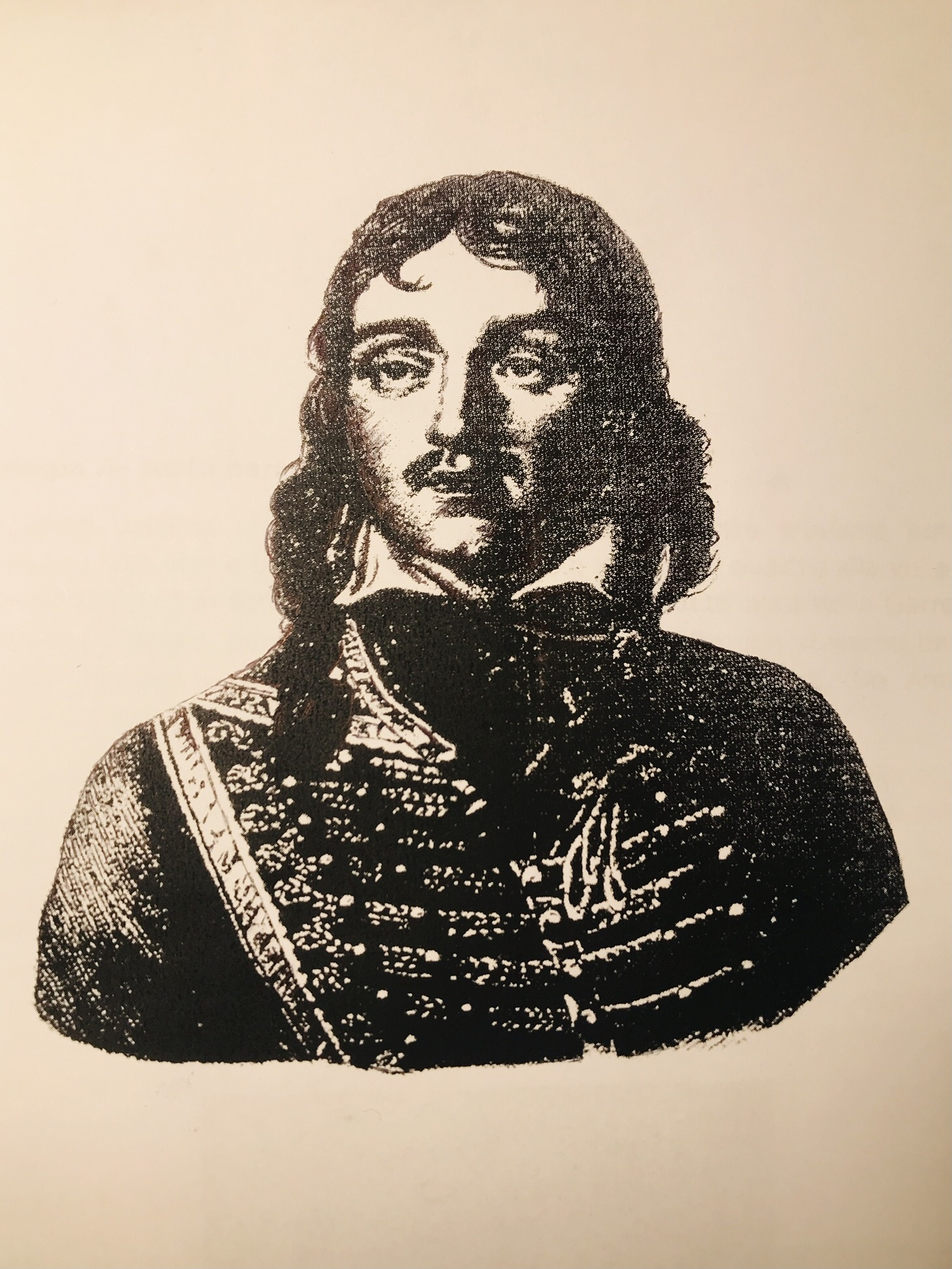
Andrea Valiante, colonnello e rivoluzionario giacobino della Repubblica Napoletana del 1799

La sua infanzia la trascorse nel seminario dei padri gesuiti di Benevento, fino a quando il 21 marzo 1783 sposa Maria Concetta Mutarelli.
Risiede per lunghi periodi tra Benevento e Napoli, dedicandosi al commercio del grano insieme a suo cognato Domenico. Qui a Napoli conosce le idee provenienti dalla Francia rivoluzionaria e le adotta. Infatti nel 1795, in seguito ad una denuncia, viene rinchiuso per le sue attività rivoluzionarie filo-francesi nel castello di Sant'Elmo. Solo grazie all'ambasciatore francese a Napoli, Andrea Valiante sarà scarcerato nel 1798.

## L'esperienza repubblicana, l'esilio e il decennio francese
Il 23 gennaio 1799, l'esercito francese, comandato da Championnet entra a Napoli, facendo decadere il Regno delle Due Sicilie. Dalla capitale partono quindi vari emissari democratizzatori come Valiante, che nominato "Commissario" del Sannio, insedia il suo quartier generale a Campobasso presso la casa del barone Jannucci.
Questo potere durò fino al 6 giugno 1799, quando l'armata realista di De Cesare entrò a Campobasso, facendo scappare Valiante verso Napoli (dove otterrà il grado di colonnello) e poi da qui a Tolone. Da Tolone si sposterà a Marsiglia, dove lavorerà presso il Deposito dei rifugiati.